# René Guillemin
Pour les articles homonymes, voir Guillemin.
René Eugène Guillemin, né le 31 janvier 1898 à Paris 11e et mort le 2 juin 1970 à Fontainebleau, est un coureur cycliste français.

## Biographie
Membre de l'Helvetia Club Parisien, il participe, durant la saison 1916-17, au Critérium de 100 km, où il termine 2e, à Paris-Houdan (1e),, Paris-Orléans (4e), Saint-Germain-Mantes et retour (2e), etc. Il est champion cycliste de Lutetia S. C.
Pendant la première guerre mondiale, il est incorporé le 16 avril 1917 au 8e bataillon de chasseur à pied. Il est blessé deux fois et titulaire de la Croix de guerre. Il passe au 120e bataillon de chasseurs à pied en décembre 1918, il est libéré le 24 mai 1920.
Il participe à la poursuite par équipe aux Jeux olympiques d'été de 1924,.
Dans les années 1930, il habite Moret-sur-Loing, puis Champagne-sur-Seine. il court au vélodrome de Champagne-sur-Seine,, et dirige l'entrainement des coureurs de l'US Champagne-sur-Seine.
En 1938, il travaille aux établissements Schneider à Champagne-sur-Seine.

## Palmarès
- 1916
  - Montgeron-Melun et retour[13]
  - Paris-Houdan[2]
- 1923
  - 2e du Critérium des Comingmen[14]
- 1924
  - 4e poursuite par équipe sur piste aux JO